# Global Rapid Rugby
El Global Rapid Rugby fue un campeonato internacional profesional de rugby que agrupó a seis franquicias de la región Asia-Pacífico.

## Historia
Luego de que el equipo australiano Western Force fuera excluido del Súper Rugby, el empresario Andrew Forrest planteó la necesidad de crear una competencia debido al riesgo de dejar sin rugby la zona de Australia Occidental.
La temporada 2019 del campeonato se basó en una competencia en la cual Western Force enfrentaba a dos equipos asiáticos (South China Tigers y Singapore Asia Pacific Dragons) formando la conferencia asiática. Luego el equipo australiano enfrentó a dos equipos de las Islas del Pacífico (Fijian Latui y Kagifa Samoa) formando la conferencia de Oceanía, al ganar ambas conferencias el equipo de Western Force se declaró campeón automáticamente de la primera temporada.
La segunda temporada iba a ser un campeonato en donde seis franquicias de la Región Asia-Pacífico se iban a enfrentar en partidos de ida y vuelta pero debido a la Pandemia de COVID-19 fue cancelada luego de disputar la primera fecha.

## Campeonatos
| Edición | Año  | Campeón                               | 2º puesto                             | 3º puesto                             | 4º puesto                             | 5º puesto                             |
| ------- | ---- | ------------------------------------- | ------------------------------------- | ------------------------------------- | ------------------------------------- | ------------------------------------- |
| I       | 2019 | Western Force                         | Fijian Latui                          | Asia Pacific Dragons                  | South China Tigers                    | Kagifa Samoa                          |
| II      | 2020 | Cancelado por la Pandemia de Covid-19 | Cancelado por la Pandemia de Covid-19 | Cancelado por la Pandemia de Covid-19 | Cancelado por la Pandemia de Covid-19 | Cancelado por la Pandemia de Covid-19 |